# Palmeira-imperial
A palmeira-imperial (Roystonea oleracea (Palmae) ou Oreodoxa oleracea), também chamada palmeira-real, é uma palmeira originária das Antilhas. Pertence ao género botânico Roystonea da família Arecaceae. Foi aclimatada pelos franceses no jardim botânico La Gabrielle, instalado na Guiana Francesa e depois transferida para o Jardin de Pamplemousse, nas Ilhas Maurícias.
No Brasil, o primeiro exemplar de Roystonea oleracea, a Palma Mater, foi plantada no Jardim Botânico do Rio de Janeiro pelo príncipe regente D. João VI, em 1809 . Fora presenteada a D. João VI por um dos sobreviventes de uma fragata, o oficial da Armada Real Luís Vieira e Silva. Por um erro histórico, dizia-se que tinha sido trazida do Jardim Gabrielle, de onde vieram muitas plantas, principalmente durante as Guerras Napoleônicas. Porém o Jardim Gabrielle era nas Guianas e as primeiras plantas que chegaram ao Brasil, na verdade, vieram da Maurícia, do Jardim La Pamplemousse, obtidas clandestinamente por Luiz de Abreu Vieira e Silva, que as ofereceu a dom João VI. Quando foi plantada por D. João VI, a primeira Roystonea oleracea (Palmae) brasileira passou a ser conhecida como palmeira-imperial . A Palma Mater floresceu pela primeira vez em 1829. Deste exemplar plantado em 1809, descendem todas as palmeiras-imperiais do Brasil, daí sua denominação de Palma Mater. A Palma Mater foi destruída por um raio em 1972. 
Tinha, naquela época, 38,70 metros de altura. O tronco foi preservado e encontra-se em exposição no Museu Botânico. Em seu lugar, foi plantado outro exemplar, simbolicamente chamado de Palma Filia, oriunda de uma semente da palmeira original. Segundo Roseli Maria Martins d’ Elboux, mestre em história e fundamentos da arquitetura e do urbanismo, o plantio das palmeiras-imperiais se tornou comum no Rio de Janeiro em meados do século XIX, diante da "necessidade do fortalecimento simbólico do Segundo Império". Pode ser procedente a história segundo a qual as sementes da palmeira-imperial foram distribuídas aos súditos como sinal de proximidade ou lealdade ao poder central e tenham, assim, se tornado o "símbolo do Império". "Desse modo, depois de alguns anos, a espécie vincula-se definitivamente à imagem do poder monárquico, à ideia de nobreza, distinção e classe" .
Mococa, no interior de São Paulo, é conhecida como "a cidade das palmeiras imperiais".